# Trdaniče
Trdaniče (nemško Turdanitsch) je naselje Statutarnega mesta Beljak na Koroškem v Avstriji.